# Was Gott tut, das ist wohlgetan, BWV 99
Was Gott tut, das ist wohlgetan (BWV 99) ist eine Kirchen-Kantate von Johann Sebastian Bach. Er komponierte sie 1724 in Leipzig für den 15. Sonntag nach Trinitatis und führte sie am 17. September 1724 erstmals auf.

## Geschichte und Worte
Bach komponierte die Choralkantate 1724 in seinem zweiten Amtsjahr in Leipzig für den 15. Sonntag nach Trinitatis.
Die vorgeschriebenen Lesungen für den Sonntag waren Gal 5,25  bis Gal 6,10 , die „Ermahnung zum Wandel im Geist“, und Mt 6,23–34 , aus der Bergpredigt die Aufforderung, nicht kleingläubig zu sorgen, sondern nach dem Reich Gottes zu trachten. Der Kantatentext beruht auf dem Choral Was Gott tut, das ist wohlgetan (1674) von Samuel Rodigast. Der Choral bezieht sich allgemein auf das Evangelium. Seine sechs Strophen beginnen mit derselben Zeile.
Der unbekannte Textdichter behielt die Außenstrophen bei und dichtete die übrigen Strophen zu ebenso vielen Sätzen um. Dabei erhielt er einige Reime in Satz 2. In Satz 4 bezog er sich unmittelbar auf das Evangelium mit einer Paraphrase des letzten Verses zu „Und haben alle Tage gleich ihre eigne Plage“. In Satz 5 verstärkte er durch zwei Anspielungen auf das Kreuz den Zusammenhang zwischen dem Leiden Jesu und dem seiner Nachfolger.
Bach benutzt den Choral in einigen anderen Kantaten, namentlich Was Gott tut, das ist wohlgetan, BWV 100.

## Besetzung und Aufbau
Die Kantate ist besetzt mit vier Solisten, Sopran, Alt, Tenor und Bass, vierstimmigem Chor, Horn zur Verstärkung der Choralmelodie, flauto traverso, Oboe d’amore, zwei Violinen, Viola und Basso continuo.
1. Coro: Was Gott tut, das ist wohlgetan
2. Recitativo (Bass): Sein Wort der Wahrheit stehet fest
3. Aria (Tenor): Erschüttre dich nur nicht, verzagte Seele
4. Recitativo (Alt): Nun, der von Ewigkeit geschloß'ne Bund.
5. Aria (Soprano, Alt): Wenn des Kreuzes Bitterkeiten
6. Choral: Was Gott tut, das ist wohlgetan

## Musik
Der Eingangschor hat ausgesprochenen Concerto-Charakter. Die Streicher eröffnen mit einem Thema, das von der Choralmelodie abgeleitet ist. Nach 16 Takten beginnt ein Concertino von Flöte, Oboe d’amore und Violine I, dabei spielen die Oboe das von den Streichern vorgestellte Thema und die Flöte kontrapunktierende Sechzehntel. Drei Takte später beginnen die Singstimmen mit dem Choral, der Cantus firmus liegt im Sopran und wird vom Horn verstärkt. Im Zwischenspiel, das auf den ersten Stollen der hier vorliegenden Barform folgt, vereinigen sich alle Instrumente zum Concerto. Die Abfolge wird für den zweiten Stollen wiederholt. Im Abgesang kombiniert Bach anders, diesmal übernehmen Streicher und Bläser, die Flöte wirkt solistisch, manchmal alternierend mit der Oboe. Somit ist das Nachspiel keine Wiederholung der Einleitung.
Das erste Secco-Rezitativ (Bass) endet auf einer langen Koloratur auf dem Wort „wenden“. In der ersten Arie wird der Solo-Tenor von der Flöte begleitet (ähnliche Arien finden sich bereits in den kurz zuvor komponierten Kantaten Was frag ich nach der Welt und Nimm von uns, Herr, du treuer Gott).  Der Text malt die Erschütterung der Seele lebhaft aus, obwohl die Aufforderung besteht, dass die Seele sich nicht erschüttern lasse. Das zweite Rezitativ (Alt) ähnelt dem ersten und betont das Wort „erscheinet“. In der letzten Arie, einem Duett von Sopran und Alt, begleiten Flöte und Oboe die Frauenstimmen. Der Schlusschoral mit der 6. Strophe ist ein schlichter vierstimmiger Satz.

## Einspielungen
LP / CD
- Die Bach Kantate Vol. 52. Helmuth Rilling, Gächinger Kantorei, Bach-Collegium Stuttgart, Arleen Augér, Helen Watts, Lutz-Michael Harder, John Bröcheler. Hänssler, 1979.
- J. S. Bach: Das Kantatenwerk – Sacred Cantatas Vol. 5. Nikolaus Harnoncourt, Tölzer Knabenchor,  Concentus Musicus Wien, Solist des Tölzer Knabenchor, Paul Esswood, Kurt Equiluz, Philippe Huttenlocher. Teldec, 1979.
- J. S. Bach: Complete Cantatas Vol. 12. Ton Koopman, Amsterdam Baroque Orchestra & Choir, Lisa Larsson, Annette Markert, Christoph Prégardien, Klaus Mertens. Antoine Marchand, 2000.
- Bach Cantatas Vol. 8: Bremen / Santiago / For the 15th Sunday after Trinity / For the 16th Sunday after Trinity. John Eliot Gardiner, Monteverdi Choir, English Baroque Soloists, Malin Hartelius, William Towers, James Gilchrist, Peter Harvey. Soli Deo Gloria, 2000.
- J. S. Bach: Cantatas Vol. 25  – Cantatas from Leipzig 1723. Masaaki Suzuki, Bach Collegium Japan, Yukari Nonoshita, Daniel Taylor, Makoto Sakurada, Peter Kooij. BIS, 2003.

DVD
- „Was Gott tut, das ist wohlgetan“. Kantate BWV 99. Rudolf Lutz, Chor und Orchester der J. S. Bach-Stiftung, Julia Neumann, Claude Eichenberger, Johannes Kaleschke, Fabrice Hayoz. Samt Einführungsworkshop sowie Reflexion von Barbara Neymeyr. Gallus Media, 2013.